# Eccardo
Eccardo  è un nome proprio di persona italiano maschile. 

## Varianti
- Eccarto

### Varianti in altre lingue
- Basso-tedesco: Eggert
- Germanico: Agihard[1], Eggihart[1], Ekkihard[1], Ekkehard[1][2], Echard[1], Ekard[1], Ekhart[1]
- Inglese: Eckard, Eckhard, Eckhart, Eckart
- Polacco: Ekhard, Eghard, Ekard, Ekehard
- Svedese: Eckart
- Tedesco: Ekkehard[2], Ekkehardt[2], Eckehard[2], Eckhard[2], Eckart[2], Eckhart[2]

## Origine e diffusione
Deriva del nome germanico Agihard, attestato anche in diverse altre forme, quali Eggihart, Ekkehard e via dicendo. È composto da due elementi: il primo, ag (o ac, eg, ecg, ekka) rappresenta una fusione di più radici, ed è solitamente interpretato come "lama" o "punta della spada"; il secondo, hard, significa "forte", "potente", "resistente", "coraggioso". Entrambi gli elementi sono ben diffusi nell'onomastica germanica: ag si ritrova in Egon ed Egberto, mentre hard, molto più diffuso, è riscontrabile in numerosi nomi quali Eberardo, Adalardo, Gebardo e Rainardo.

## Onomastico
Il nome è adespota, cioè non è portato da alcun santo. L'onomastico quindi si festeggia il giorno di Ognissanti, che è il 1º novembre.

## Persone

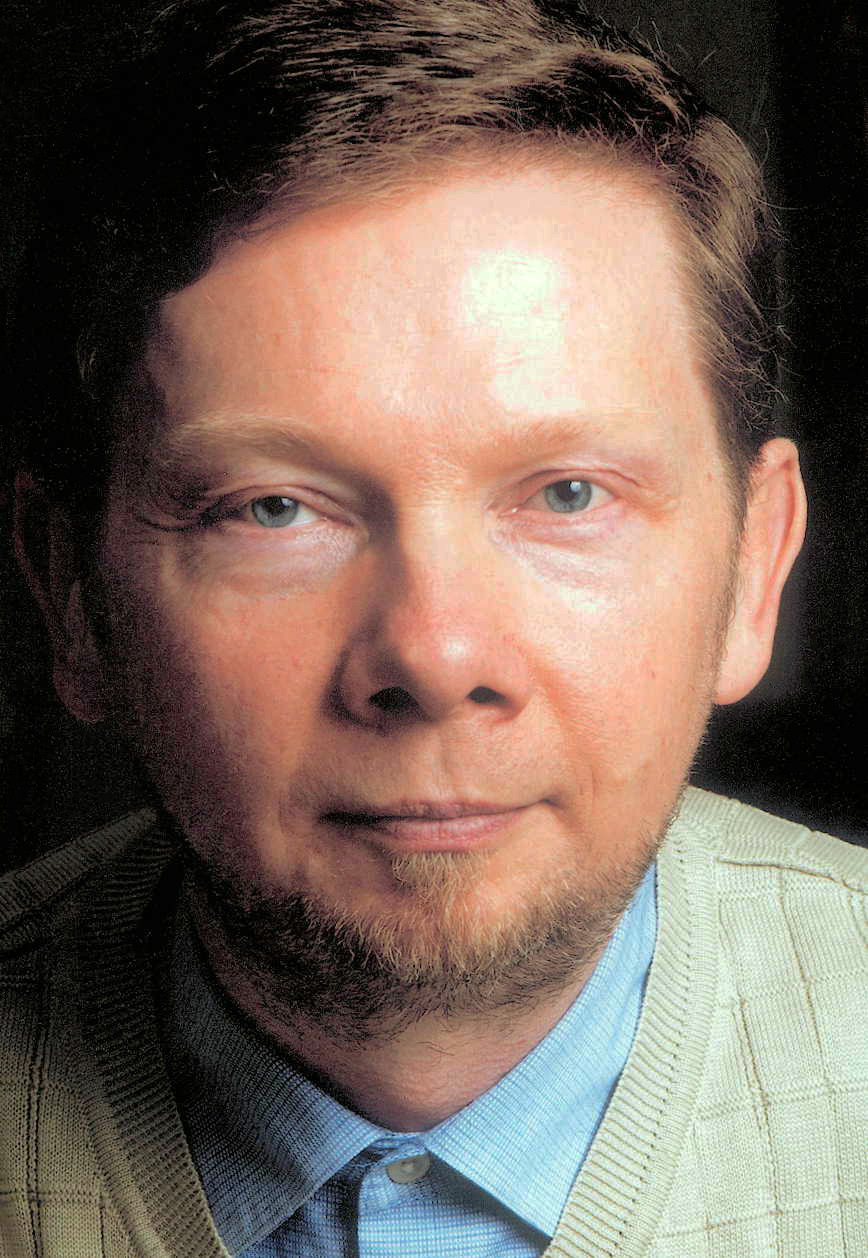
Eckhart Tolle

- Eccardo I di Meißen, Margravio di Meißen
- Eccardo II di Meißen, Margravio di Meißen
- Eccardo IV di San Gallo, monaco, scrittore e storico svizzero

### Varianti
- Ekkeardo I, monaco e scrittore svizzero
- Ekkehard, religioso tedesco
- Ekkehardt Belle, attore, doppiatore e direttore del doppiaggio tedesco
- Ekkehard Fasser, bobbista svizzero
- Ekki Göpelt, cantante, conduttore televisivo e conduttore radiofonico tedesco
- Eggert Jónsson, calciatore islandese
- Ekkehart Krippendorff, politologo tedesco
- Eckhard Leue, canoista tedesco
- Eckhart Tolle, scrittore, filosofo e oratore tedesco
- Eckhart von Hochheim, più noto come Meister Eckhart, teologo e religioso tedesco